# Wayne Cook
Wayne Cook (c. 1949) es un tecladista estadounidense que ha pasado la mayor parte de su carrera con bandas como Steppenwolf y Player. Coescribió el instrumental "Lip Service" y participó en el álbum de Steppenwolf Skullduggery en 1976. Más tarde, se une para trabajar con el grupo de rock Player, apareciendo en la canción "Baby Come Back" de 1978 y colaboró con sus 2 álbumes Danger Zone en 1978 y Room With A View de 1980.

## Discografía

### GoodThunder (1971-1972)
- GoodThunder (1972)

### Bob "Catfish" Hodge (1975)
- Soap Opera's (1975)

### Steppenwolf (1976-1977)
- Skullduggery (1976)
- The Lost Heritage Tapes (Grabado en septiembre de 1976, Lanzado en 1997; álbum titulado como John Kay & Company)

### Michael Cassidy (1977)
- Nature's Secret (1977)

### Stephen Sinclair (1977)
- A+ (1977)

### Player (1977-1978)
- Danger Zone (1978)

### Joanne MacKell (1978)
- Joanne MacKell (1978)